# Alexander Vdovin
Alexander Vdovin (né le 21 août 1993 à Votkinsk) est un coureur cycliste russe. Son frère jumeau Sergey est également coureur cycliste.

## Palmarès
- 2016
  - 3e de la Classique d'Ordizia
- 2018
  - 3e étape du Tour d'Iran - Azerbaïdjan

## Classements mondiaux
| Année           | 2016 | 2017 |
| --------------- | ---- | ---- |
| UCI Europe Tour | 446e | 711e |